# Ein neuer Tag: Live
Ein Neuer Tag: Live é o terceiro álbum da banda alemã de pop rock Juli. O álbum foi lançado em 28 de Setembro de 2007 pela Island Records.
Este álbum é uma versão ao vivo do álbum antecessor Ein neuer Tag.

## Faixas
1. "Dieses Leben" - 5:18[1]
2. "Du Nimmst Mir Die Sicht" - 3:42
3. "Bist du Das" - 4:31
4. "Warum" - 4:28
5. "Sterne" - 4:12
6. "Geile Zeit" - 4:13
7. Am Besten Sein - 3:52
8. "November" - 3:31
9. "Zerrissen" - 3:50
10. "Wenn du Mich Lässt" - 4:10
11. "Ein Neuer Tag" - 3:20
12. "Das Gute Gefühl" - 3:11
13. "Wir Beide" - 3:50
14. "Regen und Meer" - 4:10
15. "Wer von Euch" - 5:11
16. "Perfekte Welle" - 5:57
17. "Ein Gruß" - 6:36

## Formação
- Eva Briegel - Vocal
- Simon Triebel - Guitarra
- Marcel Römer - Bateria
- Andreas "Dedi" Herde - Baixo
- Jonas Pfetzing - Guitarra[2]